# Chromadorita inornata
Chromadorita inornata är en rundmaskart som först beskrevs av N. C. Cobb och M. V. Cobb 1915.  Chromadorita inornata ingår i släktet Chromadorita och familjen Chromadoridae. Inga underarter finns listade i Catalogue of Life.